# Спаське міське поселення (Таштагольський район)
Спа́ське міське поселення (рос. Спасское городское поселение) — сільське поселення у складі Таштагольського району Кемеровської області Росії.
Адміністративний центр — селище міського типу Спаськ.

## Населення
Населення — 1674 особи (2019; 1720 в 2010, 1638 у 2002).

## Склад
До складу поселення входять:
| Населений пункт   | Населення, осіб (2002) | Населення, осіб (2010) |
| ----------------- | ---------------------- | ---------------------- |
| Спаськ, смт       | 1596                   | 1703                   |
| Тарлашка, селище  | 31                     | 10                     |
| Турла, селище     | 0                      | 1                      |
| Усть-Уруш, селище | 11                     | 6                      |